# Municipio de Forkston
El municipio de Forkston (en inglés: Forkston Township) es un municipio ubicado en el condado de Wyoming en el estado estadounidense de Pensilvania. En el año 2000 tenía una población de 386 habitantes y una densidad poblacional de 2 personas por km².

## Geografía
El municipio de Forkston se encuentra ubicado en las coordenadas 41°29′00″N 76°04′59″O / 41.48333, -76.08306.

## Demografía
Según la Oficina del Censo en 2000 los ingresos medios por hogar en la localidad eran de $34,250 y los ingresos medios por familia eran $46,429. Los hombres tenían unos ingresos medios de $33,750 frente a los $20,833 para las mujeres. La renta per cápita para la localidad era de $17,956. Alrededor del 8,0% de la población estaban por debajo del umbral de pobreza.